# Viviana Ramos
Viviana Ramos Macouzet (1 de dezembro de 1992 em Ensenada, estado da Baja California no México) é uma atriz e cantora mexicana.
Conhecida por seus papéis em Rebelde (telenovela) Mexicana e Lola, érase una vez.

## Biográfica
Desde pequena, Viviana adorava as câmeras e fez várias seções fotográficas. Atuou em alguns comerciais antes de se inscrever para o programa Código F.A.M.A. 2ª Edición, onde ficou conhecida. Por estar entre os finalistas do programa, Pedro Damián decidiu convidá-la para atuar em seu novo trabalho Rebelde mexicano. Também Trabalhou em outra novela de Damián: Lola...Érase una Vez.
Viviana participou do projeto do CD de Satélite Infantil em 2007, interpretando uma canção de Eli Perez: "Solo pienso en ti",even she works in Baja California & CDMX,she normally lives in Zacatecas.

## Filmografia
| Ano       | Título                     | Personagem        |
| --------- | -------------------------- | ----------------- |
| 2004      | Misión S.O.S               | Vivita            |
| 2005 2006 | Rebelde                    | Lola Fernández    |
| 2007      | Lola...Érase una Vez       | Blanca Miranda    |
| 2008      | La Rosa de Guadalupe       | Lizbeth           |
| 2008      | Las tontas no van al cielo | Evangelina Molina |
| 2009      | Atrévete a soñar           | Vicky             |
| 2009      | Verano de Amor             | Jennifer Montilli |
| 2010      | La Rosa de Guadalupe       | Cristal           |
| 2011      | La Rosa de Guadalupe       | Ana               |
| 2012      | La Rosa de Guadalupe       | Rebeca            |
| 2012      | La Rosa de Guadalupe       | Luisa             |
| 2013      | La Rosa de Guadalupe       | Alessandra        |
| 2013      | La Rosa de Guadalupe       | Adriana           |
| 2013      | Como dice el dicho         | Brenda            |
| 2016      | Como dice el dicho         | Paz               |
| 2016      | La Rosa de Guadalupe       | Ana               |
| 2017      | La Rosa de Guadalupe       | Jessica           |
| 2017      | La Rosa de Guadalupe       | Karla             |
| 2018      | La Rosa de Guadalupe       | Sara              |
| 2018      | La Rosa de Guadalupe       | Rita              |
| 2019      | La Rosa de Guadalupe       | Beatriz           |